# Imleria badia
Imleria badia (Fr.) Vizzini, 2014 comunemente conosciuto come boleto baio è un fungo della famiglia Boletaceae.

## Descrizione della specie

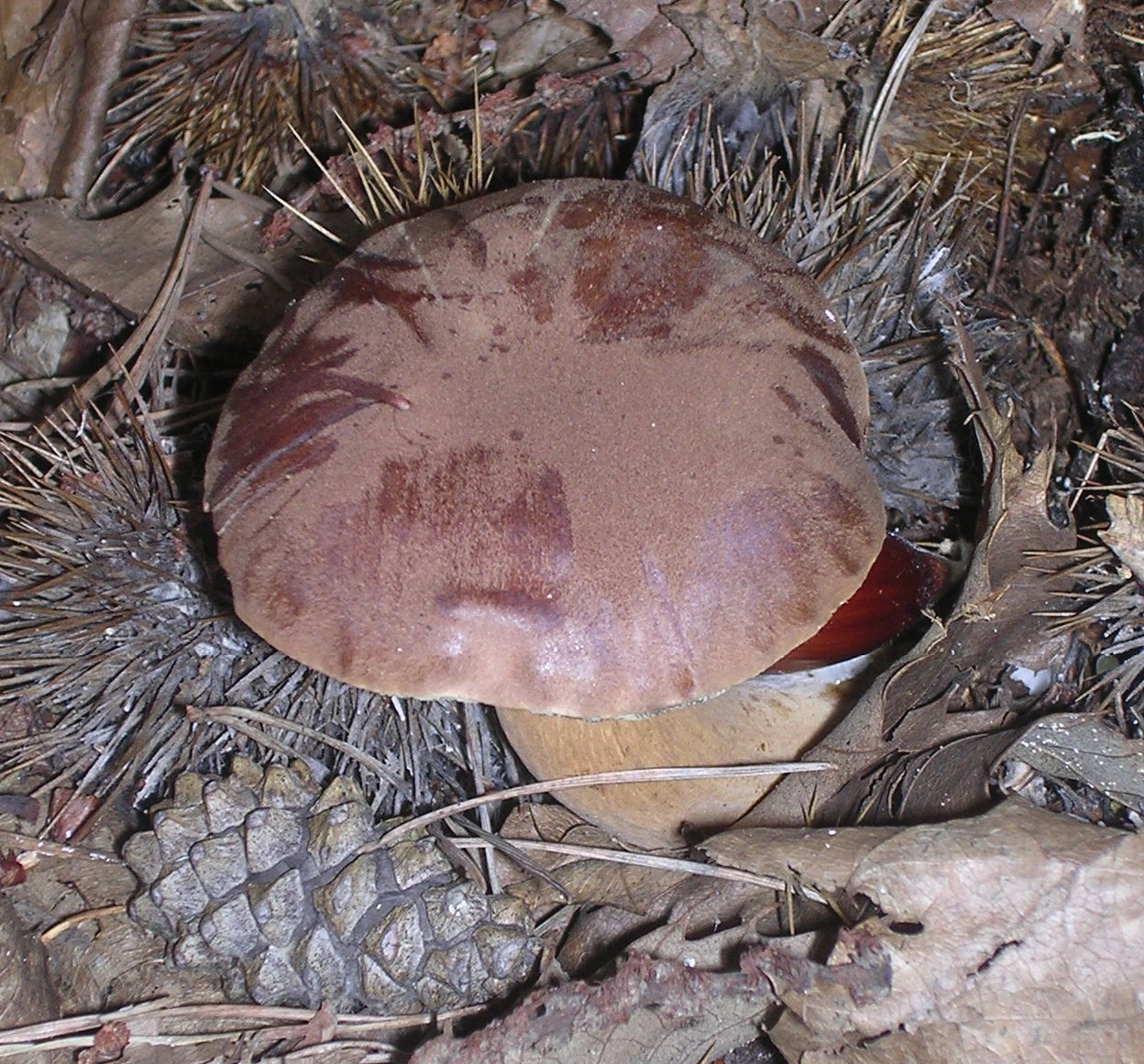
Visione dall'alto di I. badia

### Cappello
6–15 cm di diametro, convesso, poi un po' pianeggiante, carnoso,
cuticolavellutata, asciutta, diventa viscida con l'umido, di colore marroncino, bruno-rossastro
margineinvoluto, leggermente eccedente, regolare

### Tubuli

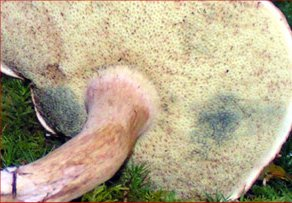
In evidenza i pori che virano rapidamente al blu se toccati

Lunghi fino a 12 mm, adnati, prima biancastri, poi subito giallo-verdastri, virano al blu al taglio o al semplice contatto.

### Pori
Tondi, giallo pallido, viranti al blu se compressi.

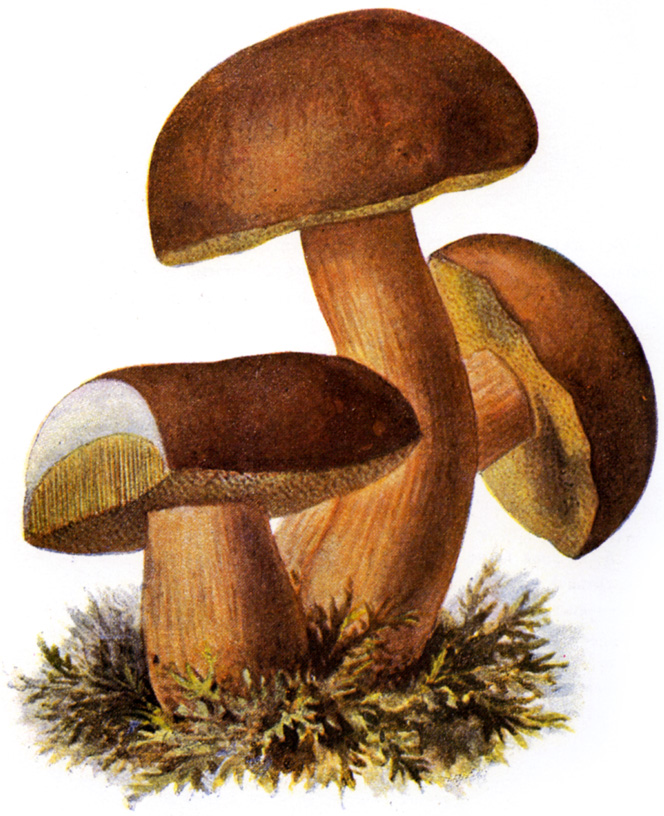
Illustrazione di I. badia

### Gambo
12 x 4 cm, fibroso alla base, cilindrico, leggermente ventricoso, attenuato alla base, alcune volte incurvato, di colore giallo sporco oppure nocciola, più chiaro all'apice.

### Carne
Compatta, color bianco sporco oppure giallastra, bruno-rossiccia sotto la cuticola del cappello, leggermente virante al blu al tocco.
- Odore: leggero, fruttato.
- Sapore: mite, dolciastro.

### Spore
11-14 x 4-5,5 µm, fusiformi, bruno-olivastre in massa.

## Habitat
Fruttifica in terreni acidi, in prossimità di ceppaie, in boschi di conifere, più raro nei boschi di latifoglie.

Molto diffuso al nord Italia, cresce dall'estate all'autunno.

## Commestibilità
Commestibile, di media qualità ma localmente molto apprezzato. Si sconsiglia di consumarlo crudo. 

Si presta molto bene ad essere essiccato.

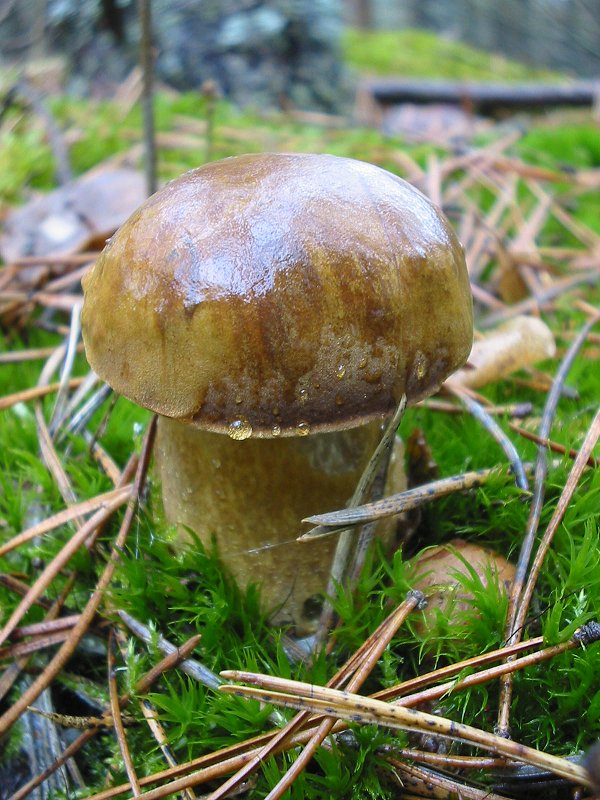
Esemplare giovane

In zone a rischio di contaminazione radioattiva, è stato segnalato come specie che accumula elementi radioattivi (es. Cesio 137).
In analisi di laboratorio condotte in Francia, è stato misurato il quantitativo di cesio 137 che è risultato essere al di sotto dei 60 becquerel in Boletus aestivalis, mentre in Imleria badia è apparso un valore molto alto, oltre i 1000 becquerel.
La predetta ricerca è stata effettuata nel 2001 dalla Commissione Francese di Ricerca e Informazione sulla Radioattività.

## Tassonomia

### Sinonimi e binomi obsoleti
- Boletus badius (Fr.) Fr., Syst. mycol. (Lundae) 1: 515 (1821)
- Boletus badius var. glaber Grund & K.A. Harrison, Biblthca Mycol. 47: 116 (1976)
- Boletus badius var. glutinosus (Krombh.) Smotl., Sber. K. böhm. Ges. Wiss. Prag, Math.-Naturwiss. Cl.: 41 (1912) [1911]
- Boletus badius var. macrostipitatus Grund & K.A. Harrison, Biblthca Mycol. 47: 118 (1976)
- Boletus castaneus f. velutinus Cetto, I Funghi dal Vero, Vol. 6. Edn. 2 (Trento): 491 (1991)
- Boletus castaneus var. badius (Fr.) Fr., Elench. fung. (Greifswald) 1: 126 (1828)
- Boletus castaneus ß badius Fr., Observ. mycol. (Havniae) 2: 247 (1818)
- Boletus glutinosus Krombh., Naturgetreue Abbildungen und Beschreibungen der essbaren, schädlichen und verdächtigen Schwämme (Prague) 5: 11 (1836)
- Boletus limatulus Frost, Bull. N.J. Agric. Expt. Sta. 2: 104 (1874)
- Boletus vaccinus Fr., Epicr. syst. mycol. (Upsaliae): 420 (1838) [1836-1838]
- Ixocomus badius (Fr.) Quél., Fl. mycol. France (Paris): 412 (1888)
- Rostkovites badia (Fr.) P. Karst., Revue mycol., Toulouse 3(9): 16 (1881)
- Suillus badius (Fr.) Kuntze, Revis. gen. pl. (Leipzig) 3(2): 535 (1898)
- Suillus limatulus (Frost) Kuntze, Revis. gen. pl. (Leipzig) 3(2): 535 (1898)
- Suillus vaccinus (Fr.) Kuntze, Revis. gen. pl. (Leipzig) 3(2): 536 (1898)
- Tubiporus vaccinus (Bull.) P. Karst., Bidr. Känn. Finl. Nat. Folk 37: 6 (1882)
- Tubiporus vaccinus var. ebulbis (Bull.) P. Karst., Bidr. Känn. Finl. Nat. Folk 37: 6 (1882)
- Tubiporus vaccinus (Bull.) P. Karst., Bidr. Känn. Finl. Nat. Folk 37: 6 (1882) var. vaccinus
- Viscipellis badia (Fr.) Quél., Enchir. fung. (Paris): 156 (1886)
- Xerocomus badius (Fr.) E.-J. Gilbert, Les Livres du Mycologue Tome I-IV, Tom. III: Les Bolets: 92 (1931)
- Xerocomus badius (Fr.) E.-J. Gilbert, Les Livres du Mycologue Tome I-IV, Tom. III: Les Bolets: 92 (1931)  f. badius
- Xerocomus badius f. labyrinthicus Wichanský, Česká Mykol. 14: 49 (1960)
- Xerocomus badius f. vaccinus (Fr.) Klofac, Öst. Z. Pilzk. 16: 258 (2007)
- Xerocomus badius (Fr.) E.-J. Gilbert, Les Livres du Mycologue Tome I-IV, Tom. III: Les Bolets: 92 (1931)  var. badius
- Xerocomus badius var. limatulus (Frost) Snell, Mycologia 37(3): 383 (1945)

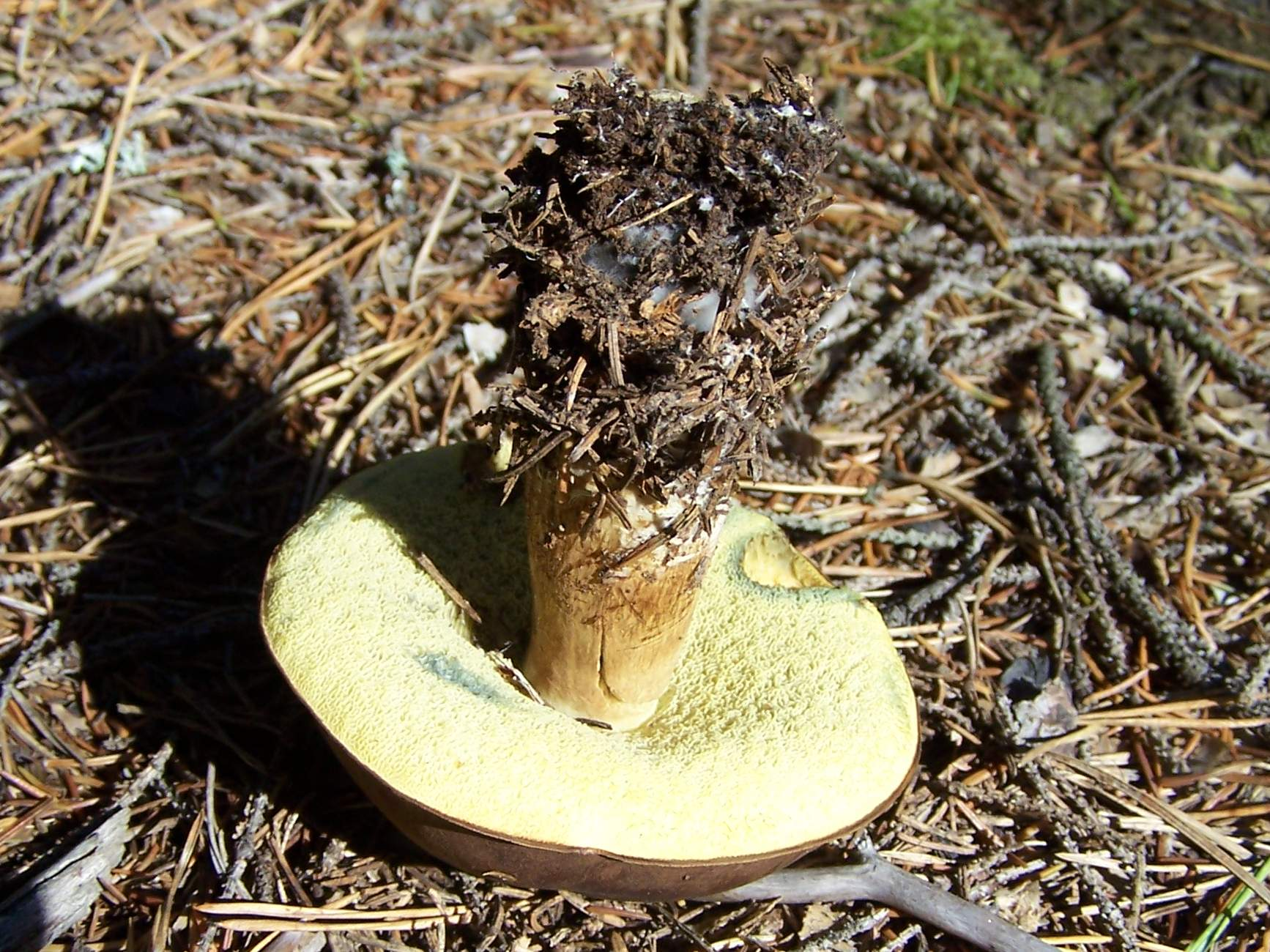
Carpofori di I. badia

### Specie simili
Alcuni funghi Boletus del gruppo Edulis, da cui si differenzia, però, per i pori più larghi e viranti al verde-blu al tocco.